# Citeluk
Citeluk is een bestuurslaag in het regentschap Pandeglang van de provincie Banten, Indonesië. Citeluk telt 1860 inwoners (volkstelling 2010).